# Herta Müller
Herta Müller (født 17. august 1953 i Niţchidorf i Rumænien) er en tysk forfatter. Hun er opvokset i det tysksprogede Banat i Rumænien, og udvandrede derfra til Vesttyskland i 1987. Müller er oversat til et stort antal sprog og har fået en række priser. I 2009 fik hun Nobelprisen i litteratur.

## Biografi
Herta Müller blev født i den rumænske del af Banatet og tilhørte en af de tysksprogede minoriteter i landet, schwaberne. Hendes far havde, ligesom mange andre rumænsk-tyskere, en fortid i Waffen-SS. Moderen var blevet deporteret til en sovjetisk arbejdslejr i Ukraine i fem år fra 1945. Forældrene var bønder.
Herta Müller studerede germanistik og rumænsk litteratur ved universitetet i Timişoara, og tilsluttede sig Aktionsgruppe Banat, en gruppe rumænere og tyskere som kæmpede for ytringsfrihed. I 1976, efter studierne, fik hun arbejde som oversætter på en fabrik, men hun blev fyret i 1979, fordi hun nægtede at samarbejde med Securitate, den rumænske efterretningstjeneste. Hun begyndte at arbejde som lærer og skrev det, som kom til at blive novellesamlingen Niederungen 1982 (da. Lavninger, 1985). Den blev udgivet i en censureret form, den ucensurerede version, blev dog smuglet ud til vesten. Den ucensurerede version blev meget godt modtaget i vest. I korte prosastykker beskriver Müller i novellesamlingen den byverden som hun selv kommer fra, ud fra barnets perspektiv. I 1984 udgav hun Drückender Tango. Hun besøgte derefter bogmessen i Frankfurt, hvor hun talte åbent om diktaturet i Rumænien, hvorefter hun ikke længere fik udgivet nogle bøger i Rumænien.
Müller og hendes daværende mand, forfatteren Richard Wagner, gik i eksil i Vesttyskland i 1987 efter at hendes bøger blev forbudt i hjemlandet og hun blev afskediget fra sit arbejde, og i sit nye hjemland fik hun tjeneste som lærer ved en højskole. Hun er nu bosat i Berlin.
Siden hun bosatte sig i Tyskland, har hun udgivet flere romaner. I 1995 blev hun medlem af Deutschen Akademie für Sprache und Dichtung. Hun gik ud af PEN i 1997 i protest mod at den vesttyske afdeling skulle slås sammen med den østtyske.
I 2009 blev Herta Müller tildelt Nobelprisen i litteratur. Hun er den tolvte kvinde, der er blevet tildelt Nobelprisen i litteratur.

## Værker oversat til dansk
| Dansk titel                                  | År        | Oversætter           | Forlag        | Originaltitel                                  | År   | ISBN               |
| -------------------------------------------- | --------- | -------------------- | ------------- | ---------------------------------------------- | ---- | ------------------ |
| Lavninger                                    | 1985      | Nanna Thirup         | Politisk Revy | Niederungen                                    | 1982 | ISBN 8773780448    |
| Mennesket er en stor fasan i verden          | 2009      | Karsten Sand Iversen | Batzer & Co.  | Der Mensch ist ein großer Fasan auf der Welt   | 1986 | ISBN 9788790524944 |
| Barfodet februar                             | 1989      | Nanna Thirup         | Politisk Revy | Barfüßiger Februar                             | 1987 | ISBN 8773780723    |
| Rejsende på et ben                           | 1990      | Nanna Thirup         | Politisk revy | Reisende auf einem Bein                        | 1989 | ISBN 8773780731    |
| Ræven var allerede dengang jægeren           | 1994      | Nanna Thirup         | Gyldendal     | Der Fuchs war damals schon der Jäger           | 1992 | ISBN 9788702163322 |
| Dyret i hjertet/Hjertedyr                    | 1997/2014 | Inge Pedersen        | Gyldendal     | Herztier                                       | 1994 | ISBN 9788702163339 |
| Kongen bukker og dræber                      | 2005      | Karsten Sand Iversen | Gyldendal     | Der König verneigt sich und tötet              | 2003 | ISBN 9788702089493 |
| Livsangst og ordsult                         | 2014      | Karsten Sand Iversen | Gyldendal     | Lebensangst und Worthunger                     | 2009 | ISBN 9788702164398 |
| Alt hvad jeg har, bærer jeg hos mig          | 2010      | Karsten Sand Iversen | Gyldendal     | Atemschaukel                                   | 2009 | ISBN 9788702089455 |
| Altid den samme sne og altid den samme onkel | 2015      | Karsten Sand Iversen | Gyldendal     | Immer derselbe Schnee und immer derselbe Onkel | 2011 | ISBN 9788702164473 |
| Sult og Silke                                | 2019      | Karsten Sand Iversen | Forlaget THP  | Hunger und Seide                               | 1994 | ISBM 9788792600158 |

## Trivia
- Herztier (da. Dyret i hjertet) blev belønnet med EU's litteraturpris Aristeion i 1995.